# Am I OK?
Am I OK? е американска трагикомедия от 2022 г. на режисьорите Тиг Нотаро и Стефани Алин по сценарий на Лорън Померанц, с участието на Дакота Джонсън, Соноя Мизуно, Джърмейн Фаулър, Кърси Клемънс, Моли Гордън, Уитмъс Томас, Одеса А'зион, Шон Хийс и Тиг Нотаро. Сценарият на Померанц е базиран на личния живот за сценаристката Померанц и нейното приятелство с Джесика Елбаум, която е една от продуцентките на филма.
Световната премиера на филма се състои на филмовия фестивал „Сънданс“ на 24 януари 2022 г. и се излъчва премиерно в стрийминг платформата „Макс“ на 6 юни 2024 г.

## Актьорски състав
- Дакота Джонсън – Луси
- Соноя Мизуно – Джейн
- Джърмейн Фаулър – Дани
- Кърси Клемънс – Британи
- Моли Гордън – Кат
- Уитмъс Томас – Бен
- Одеса А'зион – Скай
- Шон Хийс – Стю
- Тиг Нотаро – Шийла

## Производство
През октомври 2019 г. е съобщено, че Тиг Нотаро и Стефани Алин ще режисират филма по сценарий на Лорън Померанц, докато Джесика Елбаум и Уил Феръл са продуценти от „Глория Санчез Продъкшънс“. През януари 2021 г. Дакота Джонсън, Соноя Мизуно, Джърмейн Фаулър, Уитмъс Томас, Моли Гордън, Джун Даян Рафаел, Нотаро и Шон Хейс се включват в актьорския състав на филма, докато Джонсън е продуцентка като част от „ТийТайм Пикчърс“.
Снимките започват през февруари 2021 г. в Лос Анджелис.

## Премиера
Световната премиера на филма се състои на филмовия фестивал „Сънданс“ на 24 януари 2022 г. „Ейч Би О Макс“ и „Уорнър Брос Пикчърс“ притежават правата за разпространение на филма. Премиерата му е по стрийминг платформата „Макс“ на 6 юни 2024 г.